# Томпсон, Сай
Сай Томпсон (англ. Cy Thompson; 1 июля 1988; Сент-Томас, Американские Виргинские Острова) — яхтсмен Американских Виргинских Островов, участник летних Олимпийских игр 2012 года в соревнованиях в классе «Лазер», победитель Игр Центральной Америки и Карибского бассейна 2006 года.

## Спортивная биография
Сай Томпсон родился в семье потомственных яхтсменов. Заниматься парусным спортом он начал в 4 года, а уже в 6 лет принял участие в своих первых соревнованиях. С 2005 года Томпсон стал постоянным участником крупных международных регат, чередуя выступления в классах Лазер и 49-й. В 2006 году Сай стал чемпионом Игр Центральной Америки и Карибского бассейна, причём он стал единственным представителем Американских Виргинских островов, кто сумел на этих Играх завоевать золотую медаль. Периодически Томпсон принимал участие в чемпионатах мира, но занимал места далёкие даже от десятки сильнейших.
Летом 2012 года Томпсон принял участие в летних Олимпийских играх в Лондоне. В соревнованиях в классе «Лазер» Сай стабильно занимал места в середине турнирной таблице. Лучшим результатом для него стало 16-е место, занятое в 7-й гонке. По итогам соревнований Томпсон занял 25-е место. В 2014 году Сай занял 38-е место на чемпионате мира в испанском Сантандере. Этот результат позволил Томпсону войти в число яхтсменов, квалифицированных для участия в летних Олимпийских играх 2016 года в Рио-де-Жанейро. В 2015 году Сай выступил на Панамериканских играх в Торонто, причём ему было доверено право нести флаг Американских Виргинских островов на церемонии открытия. На самих Играх Томпсон занял высокое 5-е место.
После Игр в Рио-де-Жанейро Томпсон завершил спортивную карьеру.

## Личная жизнь
- Дед — Рудольф Томпсон — участник летних Олимпийских игр 1968 года в парусном спорте.
- Окончил университет Роджера Уильямса в Бристоле, Род-Айленд.